# Alisma bjoerkqvistii
Alisma bjoerkqvistii es una especie de Liliopsida del género Alisma, de la familia Alismataceae, del orden Alismatales.

## Taxonomía
Fue descrita científicamente por Tzvelev. Fue publicado por primera vez en Novosti Sist. Vyssh. Rast. 15: 17 (1979)